# Systenoplacis obstructus
Systenoplacis obstructus là một loài nhện trong họ Zodariidae.
Loài này thuộc chi Systenoplacis. Systenoplacis obstructus được Rudy Jocqué miêu tả năm 2009.